# St.-Maria-Kirche (Marienchor)

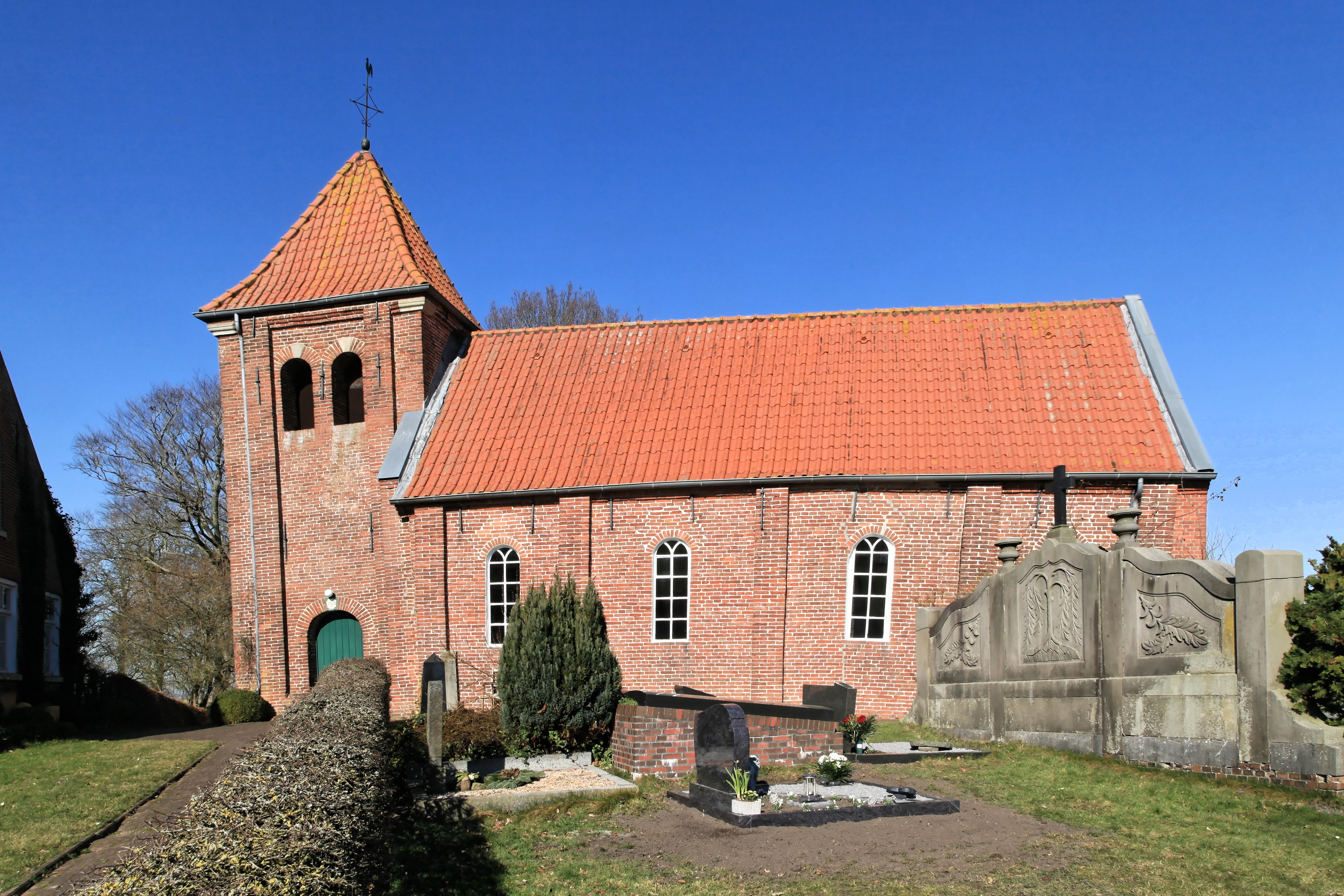
St.-Maria-Kirche Marienchor von Süden mit schiefem Turm

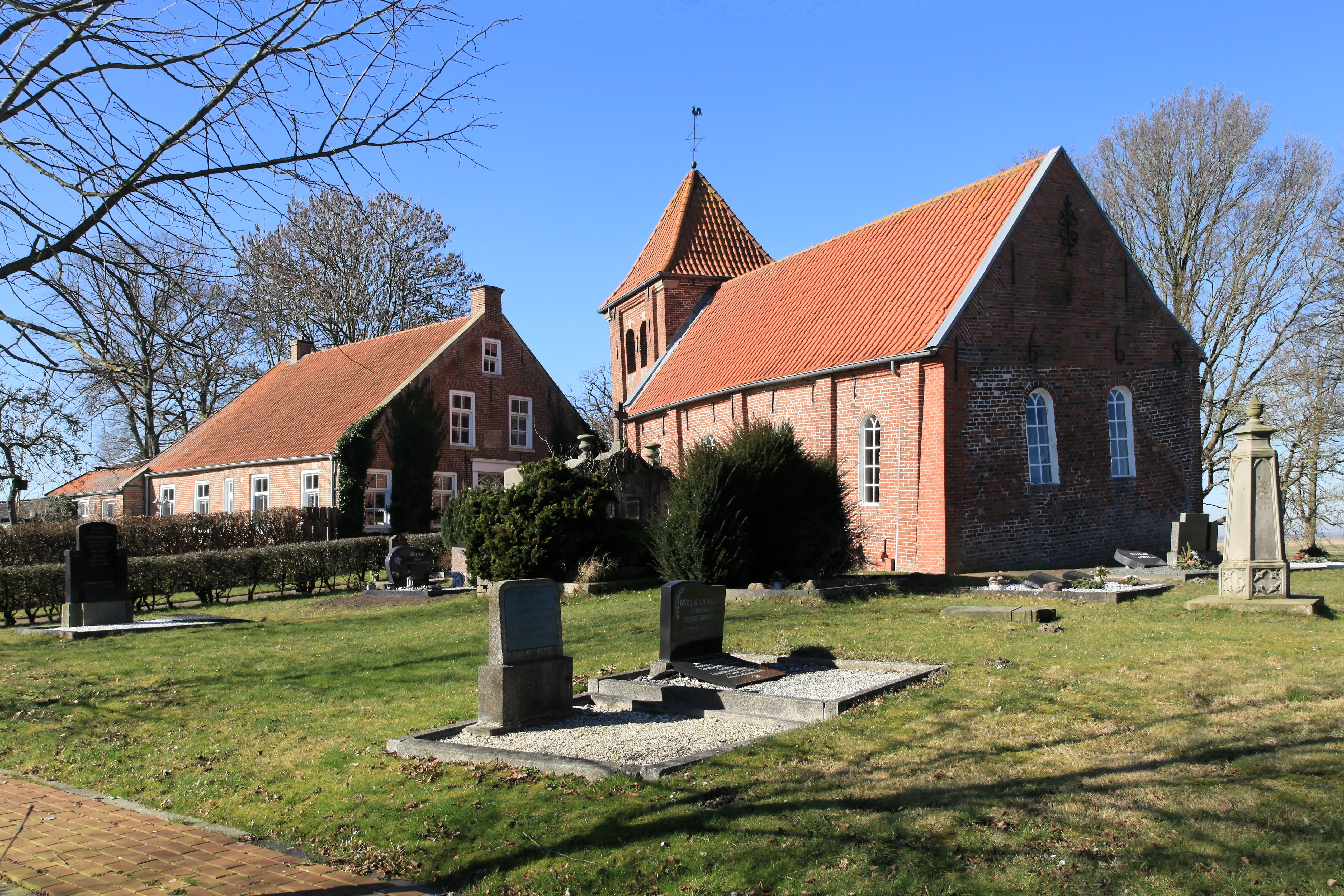
Bauensemble auf der Warft mit ehemaligem Pfarrhaus

Die evangelisch-reformierte St.-Maria-Kirche in Marienchor befindet sich im ostfriesischen Rheiderland. Die Saalkirche aus Backstein mit Westturm auf einer Warft geht im Kern auf das Jahr 1668 zurück und hat ihre maßgebliche klassizistische Gestalt am Ende des 18. Jahrhunderts erhalten.

## Geschichte und Baubeschreibung
Die jetzige Kirche hat in vorreformatorischer Zeit wahrscheinlich einen Vorgängerbau gehabt, da sie eine Glocke von 1479 von Barthold Klinghe, Sohn von Ghert Klinghe, besaß. Der Name der Kirche weist darauf hin, dass sie in vorreformatorischer Zeit der heiligen Maria geweiht war. Im Mittelalter gehörte Marienchor zur Propstei Hatzum im Bistum Münster, wurde um 1500 aber widerrechtlich der Johanniterkommende Dünebroek einverleibt.
Im Zuge der Reformation schloss sich die Gemeinde zunächst dem lutherischen und schließlich dem reformierten Glauben an. 1660 wurde der lutherische Pastor abgesetzt. Im Jahr 1668 wurde eine barocke Predigtkirche errichtet, die den Bedürfnissen des reformierten Bekenntnisses entsprach. Im Laufe der Zeit versackte das Gebäude allerdings und geriet in leichte Schieflage, da man auf ein Fundament verzichtet und das Gebäude über der meterdicken Torfschicht gebaut hatte. Im letzten Viertel des 18. Jahrhunderts wurde die Kirche fast vollständig neu errichtet. Nur die alte Ostwand blieb erhalten, während die Langseiten erneuert und ein Westturm angebaut wurden. Die Jahreszahl 1798 über dem Portal weist auf den Abschluss der Baumaßnahmen. Im 19. Jahrhundert sprang die Klinghe-Glocke und wurde 1861 von Heinrich Ludwig Lohmeyer in Gütersloh umgegossen. Im Jahr 1917 wurde sie an die Rüstungsindustrie abgeliefert und eingeschmolzen.
Pastor Heinrich Gerhard Bokeloh war Mitglied der Bekennenden Kirche und verbrachte aufgrund einer regimekritischen Predigt ab 1939 mehrere Jahre im Gefängnis. Marienchor hatte bis 1960 einen eigenen Pastor. Heute wird die Kirchengemeinde zusammen mit Böhmerwold vom Jemgumer Pastor betreut. In den 1970er Jahren wurde der Ostgiebel durch einen örtlichen Maurer neu aufgeführt.

## Architektur

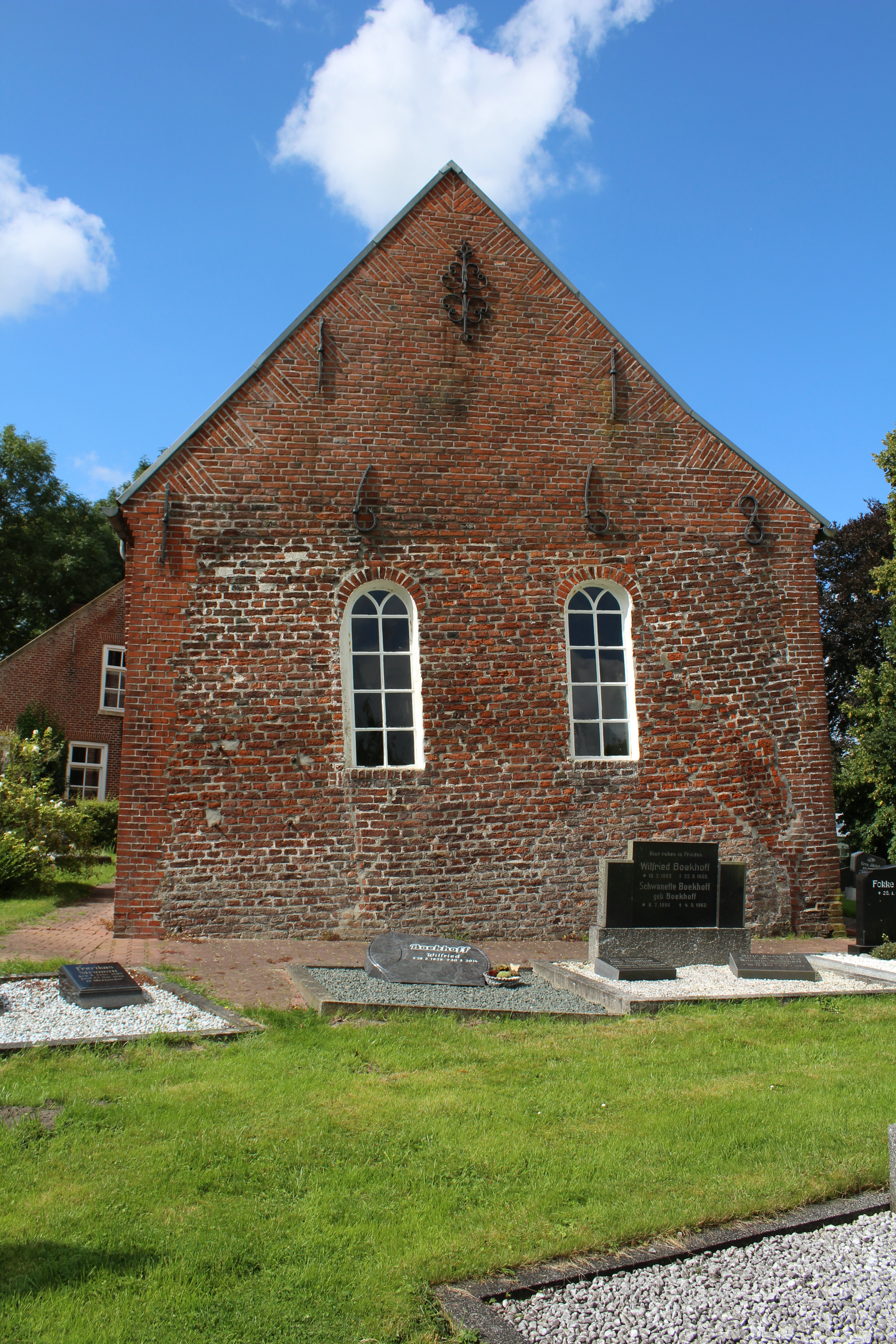
Östliche Giebelwand mit der Jahreszahl 1668

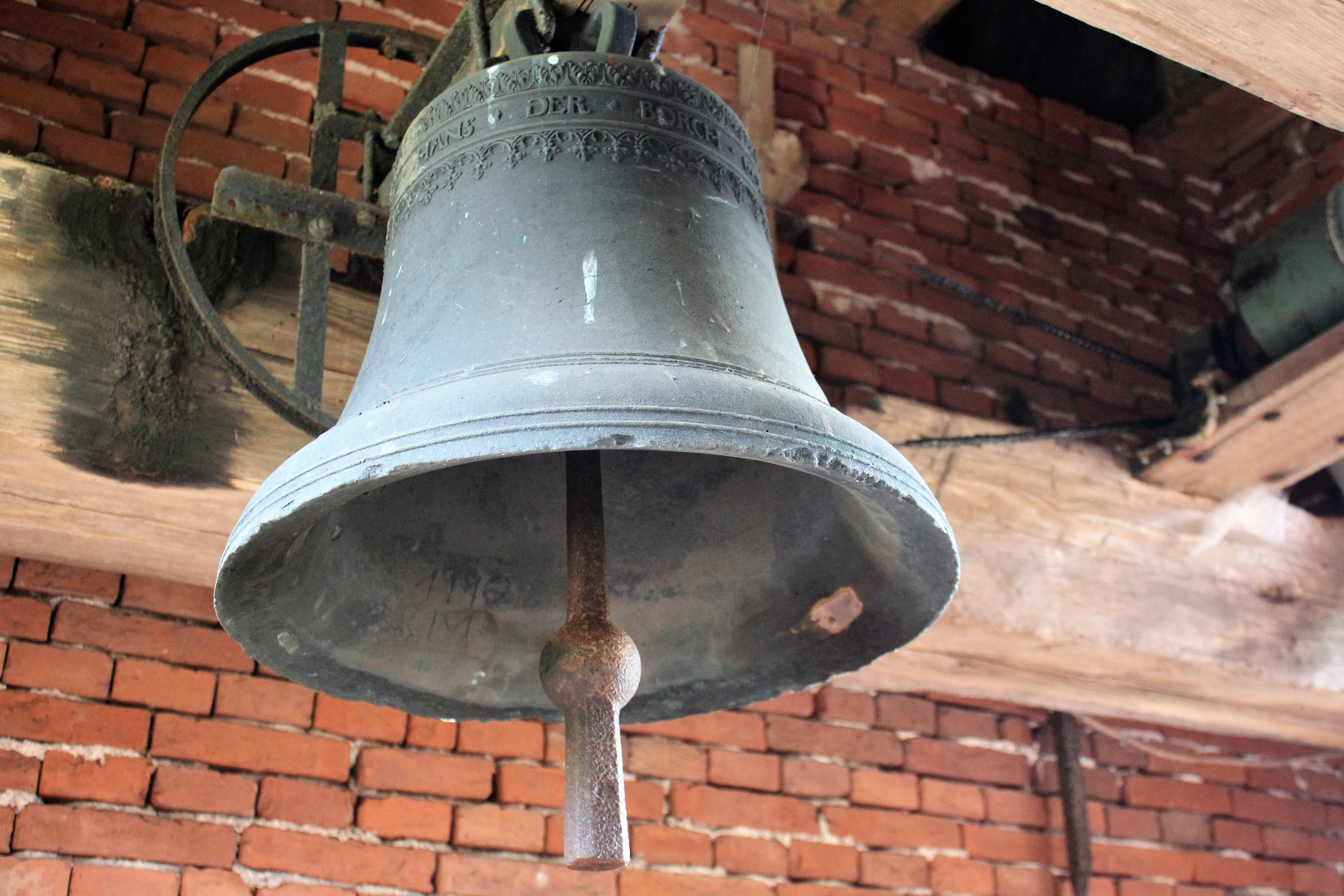
Glocke von 1581

Die geostete rechteckige Saalkirche ist ein Backsteinbau mit geradem Chorabschluss. Je vier Rundbogenfenster an den Längsseiten, die durch Pilaster gegliedert werden, und zwei östliche Rundbogenfenster belichten den Innenraum. Die vier Maueranker an der östlichen Giebelwand zeigen das Baujahr 1668 an. Nur die Ostwand weist die großen Backsteine im Klosterformat auf, während an den Langseiten und am Westturm kleinere Backsteine Verwendung fanden.
Der kleine westliche Glockenturm reicht nahe an das alte Pastorat heran. Der aufgemauerte Turmschaft erstreckt sich bis zur Höhe des Dachfirstes des Schiffs und hat nach Süden und Norden je zwei Pilaster. Er wird von einem Zeltdach bedeckt, der von einem Turmknauf, Kreuz und Wetterhahn als Wetterfahne bekrönt wird. Der fensterlose Turm hat nach Süden und Norden unterhalb der Traufe je zwei rundbogige Schalllöcher für das Geläut. Eine kleine Renaissance-Glocke von 1581 ist erhalten (Schlagton g2, Gewicht um 120 kg, Durchmesser 556 mm). Sie trägt zwischen zwei umlaufenden Friesen die Inschrift: „HANS DER BORCH GOET MI TO EMBDEN M Vc LXXXI“. Das rundbogige Südportal im Westturm ist im Schlussstein mit der Jahreszahl 1798 bezeichnet.

## Ausstattung

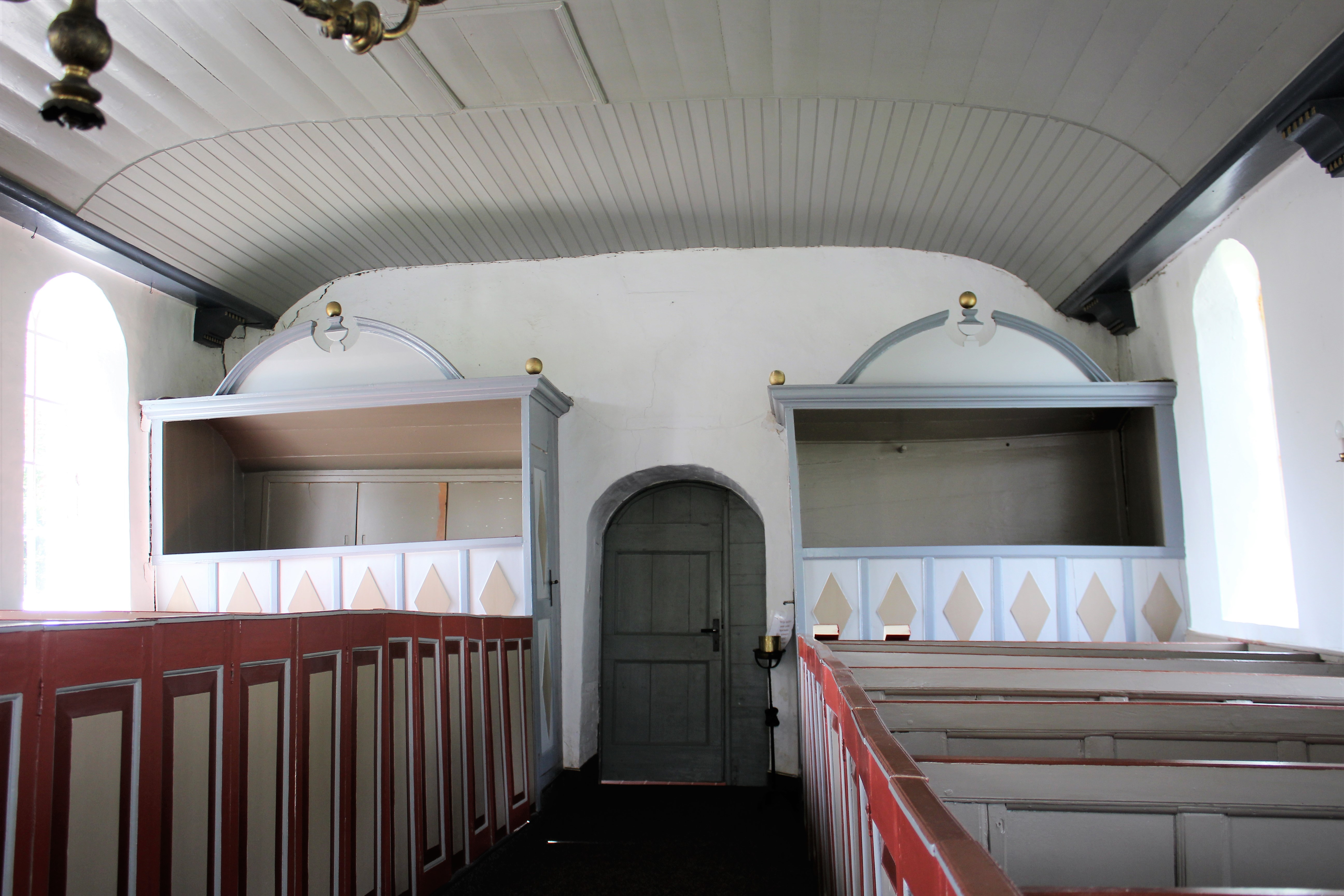
Innenraum Richtung Westen

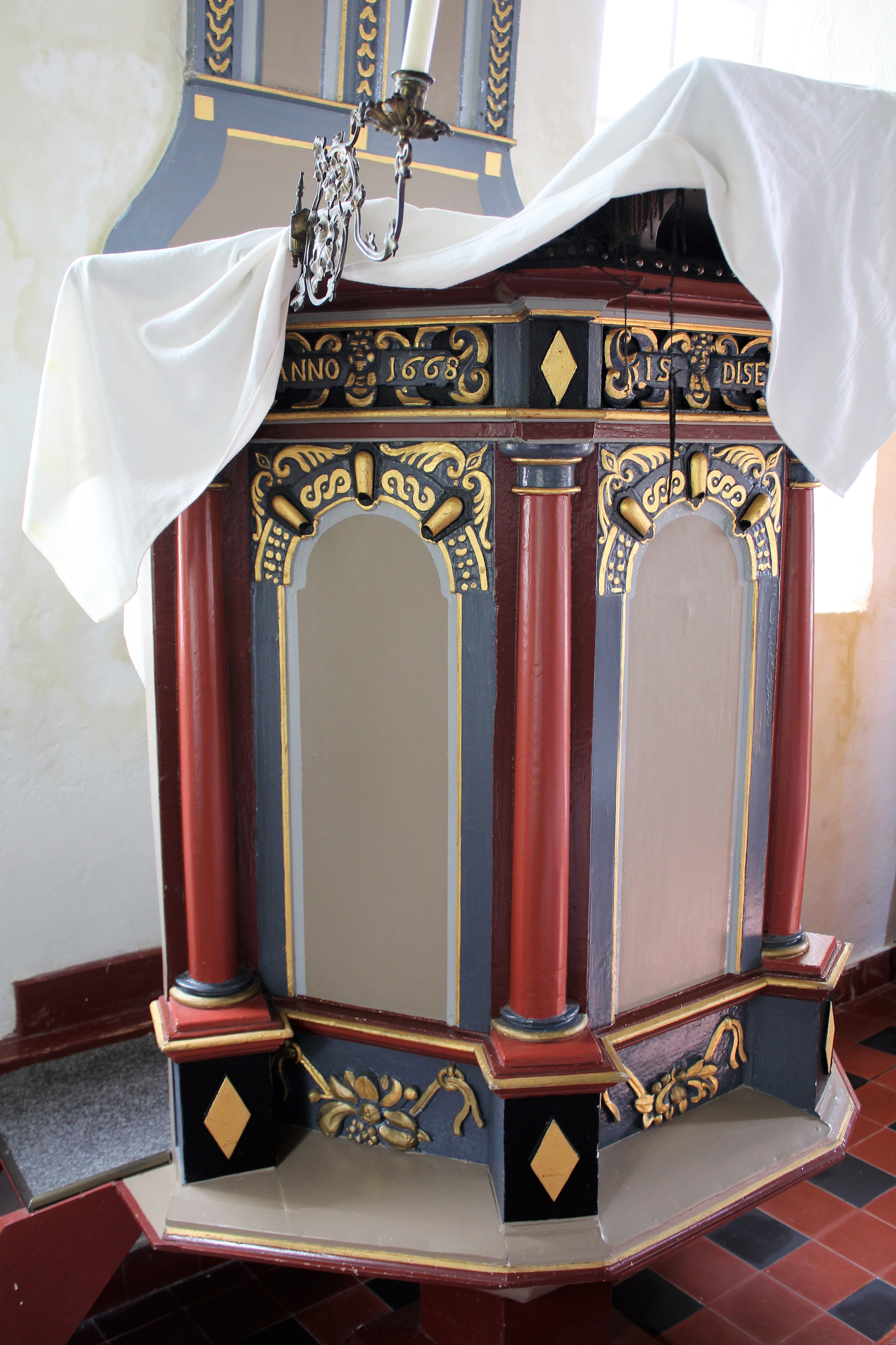
Verzierter Kanzelkorb

In die Kirche wurde ein leicht gewölbtes hölzernes Tonnengewölbe eingezogen. Die polygonale, hölzerne Kanzel stammt ebenso wie das hölzerne Kastengestühl und der bronzene Leuchter aus dem Jahr 1668, als die Kirche erbaut wurde. Der Kanzelkorb hat rundbogige Kanzelfelder zwischen Ecksäulen. Er trägt die Inschrift: „ANNO 1668 IS DISE STOLE GEMAKET“. Der kreisförmige Schalldeckel wird an der Seite durch einen Kreuzbogenfries verziert. Vor der Kanzel steht entsprechend reformierter Tradition ein schlichter Abendmahlstisch.
An der Westwand sind zwei Priechen eingebaut. Im Chorraum sind drei Grabplatten von Pastoren aus dem 18. Jahrhundert eingelassen. Zu den Vasa Sacra gehört eine 1867 gestiftete Kanne. Becher, Brotteller und Taufschale stammen aus dem 20. Jahrhundert.

## Orgel

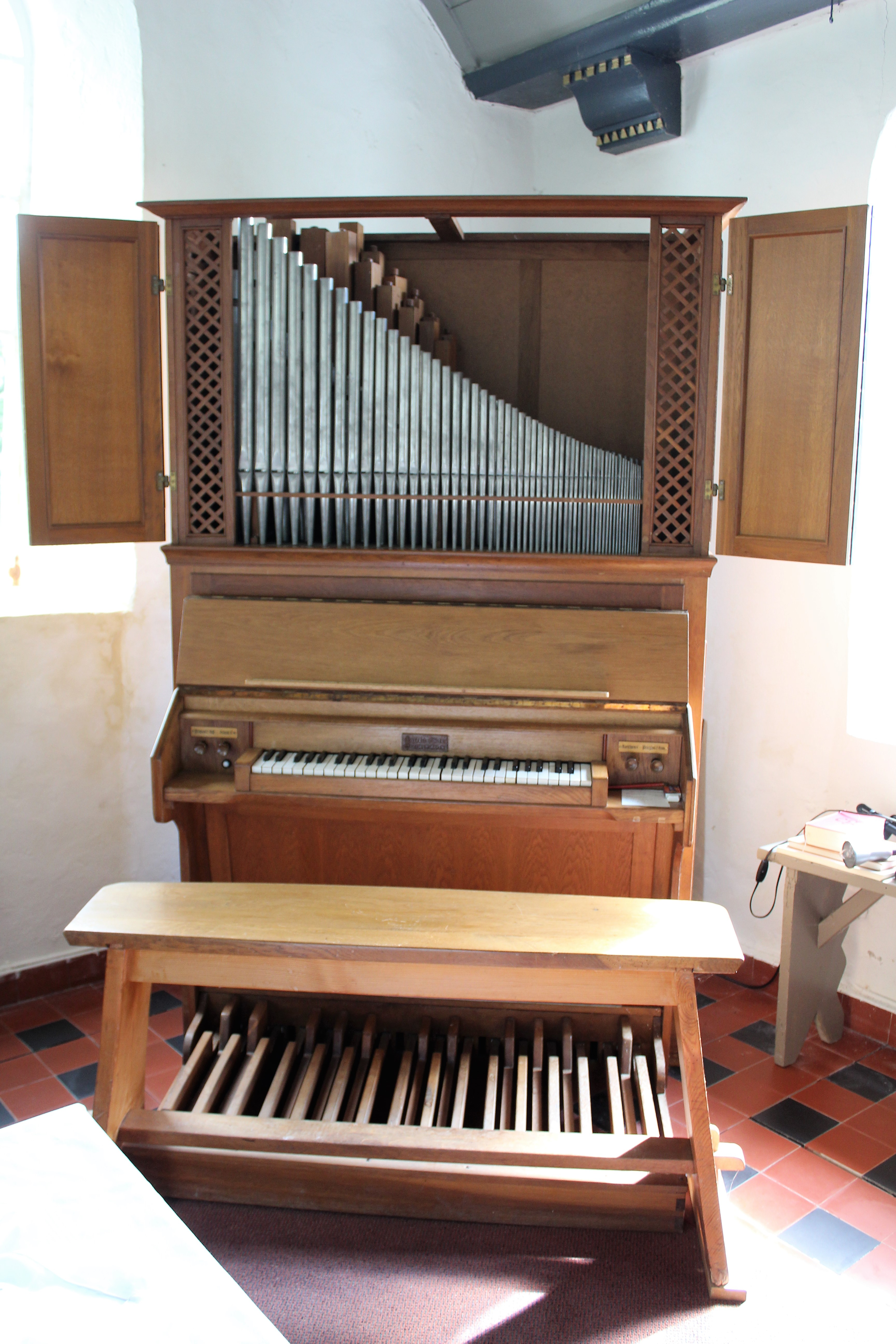
Orgelpositiv von 1953

Zur Begleitung des Gemeindegesangs schaffte die Gemeinde zunächst ein Harmonium an, das 1875 von der Stuttgarter Firma Gschwind gebaut worden war.
Das heutige Orgelpositiv wurde von der Firma Alfred Führer im Jahr 1953 erbaut. Es verfügt über drei Register auf einem Manual und angehängtem Pedal. 1962 wurde es von der Gemeinde erworben und nach Marienchor umgesetzt, nachdem es zuvor in Böhmerwold in Privatbesitz war. Die Disposition lautet wie folgt:
| I Hauptwerk C–f3 |    |
| Gedackt          | 8′ |
| Nachthorn        | 4′ |
| Prinzipal B/D    | 2′ |

| Pedal C–d1 |
| angehängt  |